# Marinella Draghetti
Marinella Draghetti (Parma, 5 agosto 1961) è un'ex cestista italiana.

## Carriera
Con l'Italia ha disputato i Giochi olimpici di Mosca 1980 e due edizioni dei Campionati europei (1983, 1989).

## Palmarès
- Coppa Ronchetti: 1

Basket Parma: 1989-90